# كينت جونستون
كينت جونستون (بالإنجليزية: Kent Johnston)‏ هو مدرب رياضي أمريكي، ولد في 21 فبراير 1956.